# Papa Alioune Ndiaye
Papa Alioune Ndiaye (Dakar, 27 oktober 1990) - alias Badou Ndiaye - is een Senegalees voetballer die doorgaans als middenvelder speelt. Ndiaye debuteerde in 2014 in het Senegalees voetbalelftal.

## Carrière
Ndiaye speelde in eigen land voor Diambars FC. Dat verhuurde hem in 2012 aan FK Bodø/Glimt, voor hij een jaar later definitief overstapte. Hij werd in 2013 met Bodø/Glimt kampioen in de 1. divisjon en verzekerde zich in 2014 en 2015 met de club van lijfsbehoud in de Tippeligaen. Ndiaye tekende in augustus 2015 bij Osmanlıspor, dat in het voorgaande seizoen promoveerde naar de Süper Lig. Daarmee kwalificeerde hij zich in zijn eerste seizoen voor het eerst in de clubgeschiedenis voor de Europa League. Met elf competitiedoelpunten was hijzelf dat seizoen clubtopscorer. Na een tweede seizoen bij Osmanlıspor tekende Ndiaye in augustus 2017 bij Galatasaray SK. Hiervoor was hij een kleine zes maanden actief voor hij in januari 2018 verhuisde naar Stoke City, dat op dat moment in degradatienood verkeerde in de Premier League.
Ndiaye degradeerde na een half jaar met Stoke naar de Championship. Hierin kwam hij één keer uit voor de Engelse club, waarna hij voor de rest van het seizoen 2018/19 werd verhuurd aan Galatasaray. Nadat Ndiaye in 2019/20 een halfjaar uitkwam voor Stoke, verhuurde de club hem in januari 2020 aan Trabzonspor.

## Clubstatistieken
| Seizoen | Club               | Land                   | Competitie       | Competitie | Competitie | Beker | Beker | Internationaal | Internationaal | Totaal | Totaal |
| Seizoen | Club               | Land                   | Competitie       | Wed.       | Dlp.       | Wed.  | Dlp.  | Wed.           | Dlp.           | Wed.   | Dlp.   |
| ------- | ------------------ | ---------------------- | ---------------- | ---------- | ---------- | ----- | ----- | -------------- | -------------- | ------ | ------ |
| 2012    | Diambars           | Vlag van Senegal       | Ligue 1          | —          | —          | —     | —     | —              | —              | —      | —      |
| 2012    | Bodø/Glimt         | Vlag van Noorwegen     | → 1. divisjon    | 29         | 3          | 2     | 0     | —              | —              | 31     | 3      |
| 2013    | Bodø/Glimt         | Vlag van Noorwegen     | → 1. divisjon    | 27         | 12         | 3     | 0     | —              | —              | 30     | 12     |
| 2014    | Bodø/Glimt         | Vlag van Noorwegen     | Eliteserien      | 30         | 9          | 1     | 0     | —              | —              | 31     | 9      |
| 2015    | Bodø/Glimt         | Vlag van Noorwegen     | Eliteserien      | 16         | 4          | 0     | 0     | —              | —              | 16     | 4      |
| 2015/16 | Osmanlıspor        | Vlag van Turkije       | Süper Lig        | 33         | 11         | 0     | 0     | —              | —              | 33     | 11     |
| 2016/17 | Osmanlıspor        | Vlag van Turkije       | Süper Lig        | 26         | 6          | 2     | 0     | 14             | 1              | 42     | 7      |
| 2017/18 | Galatasaray        | Vlag van Turkije       | Süper Lig        | 17         | 1          | 0     | 0     | 0              | 0              | 17     | 1      |
| 2017/18 | Stoke City         | Vlag van Engeland      | Premier League   | 13         | 2          | 0     | 0     | —              | —              | 13     | 2      |
| 2018/19 | Stoke City         | Vlag van Engeland      | Championship     | 1          | 0          | 0     | 0     | —              | —              | 1      | 0      |
| 2018/19 | → Galatasaray      | Vlag van Turkije       | Süper Lig        | 23         | 3          | 3     | 0     | 7              | 0              | 33     | 3      |
| 2019/20 | Stoke City         | Vlag van Engeland      | Championship     | 13         | 0          | 0     | 0     | —              | —              | 13     | 0      |
| 2019/20 | → Trabzonspor      | Vlag van Turkije       | Süper Lig        | 17         | 1          | 6     | 0     | —              | —              | 23     | 1      |
| 2020/21 | → Fatih Karagümrük | Vlag van Turkije       | Süper Lig        | 14         | 3          | 0     | 0     | —              | —              | 14     | 3      |
| 2020/21 | → Al-Ain SFC       | Vlag van Saoedi-Arabië | Saudi Pro League | 13         | 2          | 1     | 0     | —              | —              | 14     | 2      |
| 2021/22 | Aris               | Vlag van Griekenland   | Super League     | 31         | 4          | 4     | 0     | 0              | 0              | 35     | 4      |
| 2022/23 | Adana Demirspor    | Vlag van Turkije       | Süper Lig        | 32         | 8          | 1     | 0     | —              | —              | 33     | 8      |
| 2023/24 | Adana Demirspor    | Vlag van Turkije       | Süper Lig        | 9          | 0          | 0     | 0     | 2              | 0              | 11     | 0      |
| 2023/24 | Pendikspor         | Vlag van Turkije       | Süper Lig        | 11         | 1          | 0     | 0     | 0              | 0              | 11     | 1      |
| Totaal  | Totaal             | Totaal                 | Totaal           | 355        | 70         | 23    | 0     | 23             | 1              | 401    | 71     |

Bijgewerkt tot en met het seizoen 2023/24.

## Interlandcarrière
Ndiaye debuteerde in 2014 in het Senegalees voetbalelftal. Hiervoor speelde hij onder meer op het Afrikaans kampioenschap 2017, zijn eerste eindtoernooi. Ndiaye vertegenwoordigde Senegal op het WK 2018 in Rusland, waar Senegal was ingedeeld in een groep met Polen, Colombia en Japan. Na een 2–1 zege op Polen speelde de West-Afrikaanse ploeg met 2–2 gelijk tegen Japan, waarna in de slotwedstrijd met 1–0 werd verloren van groepswinnaar Colombia. De selectie van bondscoach Aliou Cissé eindigde in punten en doelpunten exact gelijk met nummer twee Japan, maar moest desondanks toch naar huis: Senegal werd het eerste land dat op basis van de Fair Play-regels werd uitgeschakeld, omdat de ploeg iets meer gele kaarten kreeg dan Japan. Mede daardoor beleefde het Afrikaanse continent het slechtste WK sinds 1982. Ndiaye speelde mee in een van de drie WK-duels. Hij was basisspeler van de Senegalese ploeg die de finale van het Afrikaans kampioenschap 2019 haalde.
1 Diallo ·
2 Kara ·
3 Koulibaly ·
4 Mbengue‎ ·
5 Gueye ·
6 Sané ·
7 Sow ·
8 Kouyaté  ·
9 Diouf ·
10 Mané ·
11 N'Doye ·
12 Sabaly ·
13 A. N'Diaye ·
14 Konaté ·
15 Sakho ·
16 K. N'Diaye ·
17 B. N'Diaye ·
18 Sarr ·
19 Niang ·
20 Baldé ·
21 Gassama ·
22 Wagué ·
23 Gomis · 
Coach: Cissé